# كأس العالم تحت 17 سنة لكرة القدم 2013
كأس العالم تحت 17 سنة لكرة القدم 2013 كانت المسابقة الخامسة عشرة من كأس العالم تحت 17 سنة لكرة القدم. عقدت المسابقة في الإمارات العربية المتحدة ما بين 17 أكتوبر و8 نوفمبر. وفازت نيجيريا في المسابقة بعد فوزها على المكسيك 3–0 في المباراة النهائية، محرزةً اللقب الرابع لذلك البلد. فازت السويد بالميدالية البرونزية بفوزها 4–1 على الأرجنتين في مباراة المركز الثالث.

## الترشيحات
تم تقديم ترشيحين رسميين:
- الإمارات العربية المتحدة
- غانا[1]

## الأماكن
في يونيو 2012، اختار الفيفا ملعب الشيخ خليفة الدولي في العين و‌ملعب آل نهيان في أبوظبي و‌ملعب آل راشد في دبي و‌ملعب نادي الإمارات في رأس الخيمة وملعب نادي الفجيرة في إمارة الفجيرة كأماكن. اقترح استخدام استاد الشارقة في الشارقة في البداية، وأختير أخيراً كمكان، في سبتمبر 2012. استبدل ملعب آل نهيان بملعب محمد بن زايد في أبو ظبي وسوف يستضيف النهائي.
| دبي | دبي               | رأس الخيمة              | رأس الخيمة              | الفجيرة           | الفجيرة           |
| --- | ----------------- | ----------------------- | ----------------------- | ----------------- | ----------------- |
| ملعب آل راشد                                                                                                | ملعب آل راشد      | ملعب نادي الإمارات      | ملعب نادي الإمارات      | ملعب نادي الفجيرة | ملعب نادي الفجيرة |
| السعة: 18,000                                                                                               | السعة: 18,000     | السعة: 3,000            | السعة: 3,000            | السعة: 5,000      | السعة: 5,000      |
| |                   |                         |                         |                   |                   |
| العين أبوظبي دبي رأس الخيمة الفجيرة الشارقةكأس العالم تحت 17 سنة لكرة القدم 2013 (الإمارات العربية المتحدة) |                   |                         |                         |                   |                   |
| أبوظبي | أبوظبي            | العين                   | العين                   | الشارقة           | الشارقة           |
| ملعب محمد بن زايد                                                                                           | ملعب محمد بن زايد | ملعب الشيخ خليفة الدولي | ملعب الشيخ خليفة الدولي | استاد الشارقة     | استاد الشارقة     |
| السعة: 42,056                                                                                               | السعة: 42,056     | السعة: 16,000           | السعة: 16,000           | السعة: 12,000     | السعة: 12,000     |
| |                   |                         |                         |                   |                   |

## الفرق
بالإضافة إلى البلد المضيف الإمارات العربية المتحدة، تأهلت 23 دولة من 6 مسابقات قارية منفصلة.
| الاتحاد القاري                               | المسابقة المؤهلة                                 | المتأهل(ون)                                               |
| -------------------------------------------- | ------------------------------------------------ | --------------------------------------------------------- |
| إي إف سي (آسيا)                              | بطولة آسيا تحت 16 سنة لكرة القدم 2012            | إيران · العراق1 · اليابان · أوزبكستان                     |
| كاف (أفريقيا)                                | بطولة أفريقيا تحت 17 سنة لكرة القدم 2013         | ساحل العاج · المغرب1 · نيجيريا · تونس                     |
| كونكاكاف (أمريكا الشمالية والوسطى والكاريبي) | بطولة الكونكاكاف تحت 17 سنة 2013                 | كندا · هندوراس · المكسيك · بنما                           |
| كونميبول (أمريكا الجنوبية)                   | بطولة أمريكا الجنوبية تحت 17 سنة لكرة القدم 2013 | الأرجنتين · البرازيل · الأوروغواي · فنزويلا1              |
| أو إف سي (أوقيانوسيا)                        | بطولة أوقيانوسيا تحت 17 سنة لكرة القدم 2013      | نيوزيلندا                                                 |
| يويفا (أوروبا)                               | بطولة أوروبا تحت 17 سنة لكرة القدم 2013          | النمسا · كرواتيا · إيطاليا · روسيا2 · سلوفاكيا3 · السويد1 |
| البلد المضيف                                 | البلد المضيف                                     | الإمارات العربية المتحدة                                  |

1.^ فرق حققت أول ظهور لها.
2.^ هذه هو الظهور الأول ل'روسيا' كدولة منذ منذ تفكك الاتحاد السوفيتي في عام 1991.
3.^ هذا هو الظهور الأول ل'سلوفاكيا' كدولة منذ تفكك تشيكوسلوفاكيا في عام 1993.

## مسؤولو المباريات
| الاتحاد القاري | الحكم                           | المساعدون                                                       |
| -------------- | ------------------------------- | --------------------------------------------------------------- |
| إي إف سي       | خليل الغامدي (السعودية)         | بدر الشمراني (السعودية) حمد المياحي (عمان)                      |
| إي إف سي       | كيم دونغ-جين (كوريا الجنوبية)   | جيونغ هاي-سانغ (كوريا الجنوبية) يانغ بيونغ-إون (كوريا الجنوبية) |
| إي إف سي       | عبد الرحمن عبدو (قطر)           | طالب المري (قطر) ياسر مراد (الكويت)                             |
| كاف            | بادارا دياتا (السنغال)          | جبريل كامارا (السنغال) الحجي سامبا (السنغال)                    |
| كاف            | دانييل بينيت (جنوب أفرقيا)      | زاكيلي سيويلا (جنوب أفرقيا) آدين ماروا (كينيا)                  |
| كاف            | سليم الجديدي (تونس)             | بشير حساني (تونس) أنور حميلة (تونس)                             |
| كونكاكاف       | إلمر بونيا (السلفادور)          | أوكتافيو خارا (كوستاريكا) هيرمينيريتو ليال (غواتيمالا)          |
| كونكاكاف       | ماركو رودريغيز (المكسيك)        | ماركوس كينتيرو (المكسيك) مارفين تورينتيرا (المكسيك)             |
| كونكاكاف       | خاير ماروفو (الولايات المتحدة)  | إريك بوريا (الولايات المتحدة) ريكاردو مورغان (جامايكا)          |
| كونميبول       | نيستور بيتانا (الأرجنتين)       | خوان بابلو بيلاتي (الأرجنتين) دييغو بونفا (الأرجنتين)           |
| كونميبول       | راؤول أوروسكو (بوليفيا)         | إفراين كاسترو (بوليفيا) أرول فالدا (بوليفيا)                    |
| كونميبول       | هيبر لوبيز (البرازيل)           | أليساندرو روتشا (البرازيل) مارسيلو فان غاسي (البرازيل)          |
| كونميبول       | مارتين فازكيز (أوروغواي)        | نيكولاس تاران (أوروغواي) ميغيل نييفاس (أوروغواي)                |
| كونميبول       | خوان سوتو (فنزويلا)             | خورخي أوريخو (فنزويلا) كارلوس لوبيز ريكو (فنزويلا)              |
| أو إف سي       | نوربرت هاواتا (تاهيتي)          | مارك رول (نيوزيلندا) تيفيتا ماكاسيني (تونغا)                    |
| يويفا          | بافل كرالوفيتس (جمهورية التشيك) | مارتين فيلتشيك (جمهورية التشيك) رومان سليشكو (سلوفاكيا)         |
| يويفا          | مارك كلاتنبورغ (إنجلترا)        | ستيفن تشايلد (إنجلترا) سيمون بك (إنجلترا)                       |
| يويفا          | فولفغانغ شتارك (ألمانيا)        | يان-هندريك سالفر (ألمانيا) مايك بيكل (ألمانيا)                  |
| يويفا          | جيانلوكا روتشي (إيطاليا)        | إلينيتو دي ليبيراتوري (إيطاليا) جانلوكا كارولاتو (إيطاليا)      |
| يويفا          | سفاين أودفار موين (النرويج)     | فرانك أندوس (النرويج) كيم هاغلوند (النرويج)                     |
| يويفا          | كريغ تومسون (اسكتلندا)          | ديريك روز (اسكتلندا) آلان مولفاني (اسكتلندا)                    |

## التشكيلات
يجب على الفرق تسمية تشكيلة مكونة من 21 لاعباً (ثلاثة منهم يجب أن يكونوا حراس المرمى) بحلول الموعد النهائي للفيفا.

## القرعة
أقيمت القرعة النهائية لمرحلة المجموعات في 26 أغسطس 2013 في أبو ظبي في فندق باب البحر الساعة 19:00 (بالتوقيت المحلي).
قبل السحب، أعلن الفيفا أنه بصفة كون الإمارات العربية المتحدة المستضيفة، ستصنف في المرتبة "A1" ، للمساعدة في بيع التذاكر اختير أبطال قارات الاتحادات إي إف سي وكاف وكونكاكاف وكونميبول ويويفا وأو إف سي في المجموعات الخمس الأخرى. لا يمكن مواجهة فرق من نفس الاتحاد ضد بعضها البعض في مرحلة المجموعات.
| وعاء 1 | وعاء 2 | وعاء 3                                                                          | وعاء 4                                                                           |
| --- | --- | ------------------------------------------------------------------------------- | -------------------------------------------------------------------------------- |
| - الإمارات العربية المتحدة (مخصص للمجموعة الأولى) - إيران - العراق - اليابان - أوزبكستان (مخصص للمجموعة الثالثة) - نيوزيلندا | - الأرجنتين (مخصص للمجموعة الخامسة) - البرازيل - الأوروغواي - فنزويلا - المكسيك (مخصص للمجموعة السادسة) - بنما | - كندا - هندوراس - ساحل العاج (مخصص للمجموعة الثانية) - المغرب - نيجيريا - تونس | - النمسا - كرواتيا - إيطاليا - روسيا (مخصص للمجموعة الرابعة) - سلوفاكيا - السويد |

## الشعار والتذاكر
كُشِفَ عن شعار المسابقة في 5 مارس 2013، بما في ذلك اللجنة المنظمة المحلية التي طلبت من عمر عبد الرحمن أن يكون "سفير العلامة التجارية" لهذا الحدث.
طُرِحَت تذاكر "حزمة الملعب" للبطولة للبيع في 26 يونيو، مع إمكانية شراء تذاكر لكل مباراة بمجرد إجراء السحب.
سيكون الصقر المعروف باسم "شقران" هو التميمة لكأس العالم، بعد تقديمه للصحفيين المحليين في 13 مايو.

## مرحلة المجموعات
يتأهل الفائزون والوصيفون من كل مجموعة، بالإضافة إلى أفضل أربعة فرق من أصحاب المركز الثالث، إلى المرحلة الأولى من مرحلة خروج المغلوب (دور الـ16).
يحدد ترتيب كل فريق في كل مجموعة على النحو التالي:
1. النقاط التي حصل عليها في جميع مباريات المجموعة؛
2. فارق الأهداف في جميع مباريات المجموعة؛
3. عدد الأهداف المسجلة في جميع مباريات المجموعة؛

إذا كان فريقان أو أكثر متساويين على أساس المعايير الثلاثة المذكورة أعلاه، يحدد ترتيبهم على النحو التالي:
1. النقاط التي تم الحصول عليها في مباريات المجموعة بين الفرق المعنية؛
2. فارق الأهداف في مباريات المجموعة بين الفرق المعنية؛
3. عدد الأهداف المسجلة في مباريات المجموعة بين الفرق المعنية؛
4. سحب القرعة من قبل اللجنة المنظمة للفيفا.

جميع الأوقات بالتوقيت المحلي، ت ع م+04:00.

### المجموعة الأولى
| م | الفريق                       | لعب | ف | ت | خ | أ.له | أ.ع | أ.ف | نقاط | التأهل                       |
| - | ---------------------------- | --- | - | - | - | ---- | --- | --- | ---- | ---------------------------- |
| 1 | البرازيل                     | 3   | 3 | 0 | 0 | 15   | 2   | +13 | 9    | يتقدم إلى مرحلة خروج المغلوب |
| 2 | هندوراس                      | 3   | 1 | 1 | 1 | 4    | 6   | −2  | 4    | يتقدم إلى مرحلة خروج المغلوب |
| 3 | سلوفاكيا                     | 3   | 1 | 1 | 1 | 5    | 8   | −3  | 4    | يتقدم إلى مرحلة خروج المغلوب |
| 4 | الإمارات العربية المتحدة (H) | 3   | 0 | 0 | 3 | 2    | 10  | −8  | 0    |                              |

| البرازيل                                                     | 6–1   | سلوفاكيا  |
| ------------------------------------------------------------ | ----- | --------- |
| موسكويتو 17'، 30' (ركلة.)، 70' · ناثان 45+2'، 51' · كايو 56' | تقرير | فافرو 68' |

| الإمارات العربية المتحدة | 1–2   | هندوراس                  |
| ------------------------ | ----- | ------------------------ |
| خلفان 33'                | تقرير | مدينا 20' · فيلاسكيز 86' |

| سلوفاكيا          | 2–2   | هندوراس                 |
| ----------------- | ----- | ----------------------- |
| فيستنيكي 48'، 57' | تقرير | فلوريس 20' · بودن 90+2' |

| الإمارات العربية المتحدة | 1–6   | البرازيل                                                        |
| ------------------------ | ----- | --------------------------------------------------------------- |
| زايد 89'                 | تقرير | بوتشيليا 9'، 33' · ناثان 41'، 66' · خواندرسون 73' · غابرييل 84' |

| سلوفاكيا          | 2–0   | الإمارات العربية المتحدة |
| ----------------- | ----- | ------------------------ |
| فيستنيكي 36'، 58' | تقرير |                          |

| هندوراس | 0–3   | البرازيل                     |
| ------- | ----- | ---------------------------- |
|         | تقرير | بوتشيليا 14'، 45' · كايو 64' |

### المجموعة الثانية
| م | الفريق     | لعب | ف | ت | خ | أ.له | أ.ع | أ.ف | نقاط | التأهل                       |
| - | ---------- | --- | - | - | - | ---- | --- | --- | ---- | ---------------------------- |
| 1 | الأوروغواي | 3   | 2 | 1 | 0 | 10   | 2   | +8  | 7    | يتقدم إلى مرحلة خروج المغلوب |
| 2 | إيطاليا    | 3   | 2 | 0 | 1 | 3    | 2   | +1  | 6    | يتقدم إلى مرحلة خروج المغلوب |
| 3 | ساحل العاج | 3   | 1 | 1 | 1 | 4    | 2   | +2  | 4    | يتقدم إلى مرحلة خروج المغلوب |
| 4 | نيوزيلندا  | 3   | 0 | 0 | 3 | 0    | 11  | −11 | 0    |                              |

| الأوروغواي                                                                               | 7–0   | نيوزيلندا |
| ---------------------------------------------------------------------------------------- | ----- | --------- |
| منديز 3' · أوتورمين 37'، 63' · أكوستا 49'، 57' · أوسبيتاليتشي 75' · فرانكو بيزيتشيلو 89' | تقرير |           |

| ساحل العاج | 0–1   | إيطاليا  |
| ---------- | ----- | -------- |
|            | تقرير | فيدو 46' |

| الأوروغواي   | 1–1   | ساحل العاج  |
| ------------ | ----- | ----------- |
| أكوستا 90+4' | تقرير | أبو بكر 17' |

| إيطاليا  | 1–0   | نيوزيلندا |
| -------- | ----- | --------- |
| فيدو 48' | تقرير |           |

| نيوزيلندا | 0–3   | ساحل العاج                |
| --------- | ----- | ------------------------- |
|           | تقرير | بقيقو 25'، 48' · ميتي 87' |

| إيطاليا      | 1–2   | الأوروغواي                 |
| ------------ | ----- | -------------------------- |
| باريجيني 10' | تقرير | بريغونيس 15' · بينيتيز 64' |

### المجموعة الثالثة
| م | الفريق    | لعب | ف | ت | خ | أ.له | أ.ع | أ.ف | نقاط | التأهل                       |
| - | --------- | --- | - | - | - | ---- | --- | --- | ---- | ---------------------------- |
| 1 | المغرب    | 3   | 2 | 1 | 0 | 7    | 3   | +4  | 7    | يتقدم إلى مرحلة خروج المغلوب |
| 2 | أوزبكستان | 3   | 2 | 1 | 0 | 4    | 1   | +3  | 7    | يتقدم إلى مرحلة خروج المغلوب |
| 3 | كرواتيا   | 3   | 1 | 0 | 2 | 3    | 5   | −2  | 3    |                              |
| 4 | بنما      | 3   | 0 | 0 | 3 | 2    | 7   | −5  | 0    |                              |

| كرواتيا    | 1–3   | المغرب                     |
| ---------- | ----- | -------------------------- |
| موريتش 59' | تقرير | أشبهار 27'، 40' · جعدي 45' |

| بنما | 0–2   | أوزبكستان                  |
| ---- | ----- | -------------------------- |
|      | تقرير | عباسوف 68' · أشورماتوف 76' |

| كرواتيا      | 1–0   | بنما |
| ------------ | ----- | ---- |
| روغولجيك 26' | تقرير |      |

| أوزبكستان | 0–0   | المغرب |
| --------- | ----- | ------ |
|           | تقرير |        |

| أوزبكستان                              | 2–1   | كرواتيا       |
| -------------------------------------- | ----- | ------------- |
| كاليتا-كار 14' (ه.ذ.) · بولتابوييف 79' | تقرير | خليلوفيتش 27' |

| المغرب                                    | 4–2   | بنما                  |
| ----------------------------------------- | ----- | --------------------- |
| بن مرزوق 30'، 40' · ساخي 49' · أشهبار 85' | تقرير | والد 20' · زوريلا 88' |

### المجموعة الرابعة
| م | الفريق  | لعب | ف | ت | خ | أ.له | أ.ع | أ.ف | نقاط | التأهل                       |
| - | ------- | --- | - | - | - | ---- | --- | --- | ---- | ---------------------------- |
| 1 | اليابان | 3   | 3 | 0 | 0 | 6    | 2   | +4  | 9    | يتقدم إلى مرحلة خروج المغلوب |
| 2 | تونس    | 3   | 2 | 0 | 1 | 4    | 3   | +1  | 6    | يتقدم إلى مرحلة خروج المغلوب |
| 3 | روسيا   | 3   | 1 | 0 | 2 | 4    | 2   | +2  | 3    | يتقدم إلى مرحلة خروج المغلوب |
| 4 | فنزويلا | 3   | 0 | 0 | 3 | 2    | 9   | −7  | 0    |                              |

| تونس                           | 2–1   | فنزويلا    |
| ------------------------------ | ----- | ---------- |
| جبلي 25' · بالعربي 47' (ركلة.) | تقرير | ماركيز 51' |

| روسيا | 0–1   | اليابان   |
| ----- | ----- | --------- |
|       | تقرير | يوريو 15' |

| تونس      | 1–0   | روسيا |
| --------- | ----- | ----- |
| قابسي 61' | تقرير |       |

| اليابان                                 | 3–1   | فنزويلا      |
| --------------------------------------- | ----- | ------------ |
| سوغيموتو 7' · واتانابي 44'، 78' (ركلة.) | تقرير | كارابالو 17' |

| فنزويلا | 0–4   | روسيا                                            |
| ------- | ----- | ------------------------------------------------ |
|         | تقرير | أ. ماركوف 16' · شيداييف 39'، 85' · غولوفين 45+2' |

| اليابان                    | 2–1   | تونس        |
| -------------------------- | ----- | ----------- |
| ساكاي 87' · واتانابي 90+3' | تقرير | دراغر 45+2' |

### المجموعة الخامسة
| م | الفريق    | لعب | ف | ت | خ | أ.له | أ.ع | أ.ف | نقاط | التأهل                       |
| - | --------- | --- | - | - | - | ---- | --- | --- | ---- | ---------------------------- |
| 1 | الأرجنتين | 3   | 2 | 1 | 0 | 7    | 3   | +4  | 7    | يتقدم إلى مرحلة خروج المغلوب |
| 2 | إيران     | 3   | 1 | 2 | 0 | 3    | 2   | +1  | 5    | يتقدم إلى مرحلة خروج المغلوب |
| 3 | كندا      | 3   | 0 | 2 | 1 | 3    | 6   | −3  | 2    |                              |
| 4 | النمسا    | 3   | 0 | 1 | 2 | 4    | 6   | −2  | 1    |                              |

| كندا                             | 2–2   | النمسا                   |
| -------------------------------- | ----- | ------------------------ |
| هاميلتون 53' · روبوس 58' (ركلة.) | تقرير | هورفاث 28' · زيفوتيك 61' |

| إيران       | 1–1   | الأرجنتين  |
| ----------- | ----- | ---------- |
| م. هاشمي 1' | تقرير | دريوسي 15' |

| كندا         | 1–1   | إيران    |
| ------------ | ----- | -------- |
| هاميلتون 48' | تقرير | كريمي 7' |

| الأرجنتين                              | 3–2   | النمسا                      |
| -------------------------------------- | ----- | --------------------------- |
| إيبانيز 42' · فيرايرا 51' · سواريز 88' | تقرير | زيفوتيك 31' · بيليجريني 79' |

| الأرجنتين                       | 3–0   | كندا |
| ------------------------------- | ----- | ---- |
| إيبانيز 45+1' · سانشيز 46'، 75' | تقرير |      |

| النمسا | 0–1   | إيران    |
| ------ | ----- | -------- |
|        | تقرير | سيدي 36' |

### المجموعة السادسة
| م | الفريق  | لعب | ف | ت | خ | أ.له | أ.ع | أ.ف | نقاط | التأهل                       |
| - | ------- | --- | - | - | - | ---- | --- | --- | ---- | ---------------------------- |
| 1 | نيجيريا | 3   | 2 | 1 | 0 | 14   | 4   | +10 | 7    | يتقدم إلى مرحلة خروج المغلوب |
| 2 | المكسيك | 3   | 2 | 0 | 1 | 5    | 7   | −2  | 6    | يتقدم إلى مرحلة خروج المغلوب |
| 3 | السويد  | 3   | 1 | 1 | 1 | 7    | 5   | +2  | 4    | يتقدم إلى مرحلة خروج المغلوب |
| 4 | العراق  | 3   | 0 | 0 | 3 | 2    | 12  | −10 | 0    |                              |

| المكسيك  | 1–6   | نيجيريا                                                 |
| -------- | ----- | ------------------------------------------------------- |
| جيمس 41' | تقرير | إيهيناتشو 33'، 40'، 49'، 70' · نواكالي 52' · سوكسيس 60' |

| العراق   | 1–4   | السويد                                    |
| -------- | ----- | ----------------------------------------- |
| سلام 54' | تقرير | إنغفال 37'، 67' · سالتروس 72' · سلجيك 88' |

| المكسيك                            | 3–1   | العراق   |
| ---------------------------------- | ----- | -------- |
| دياز 31' · ألمانزا 41' · ريفاس 84' | تقرير | كريم 61' |

| السويد                          | 3–3   | نيجيريا                            |
| ------------------------------- | ----- | ---------------------------------- |
| بريشا 11'، 19' · هالفادجيتش 65' | تقرير | سوكسيس 22' · يحيى 48' · أيونيي 81' |

| نيجيريا                                                   | 5–0   | العراق |
| --------------------------------------------------------- | ----- | ------ |
| محمد 4' (ركلة.) · نواكالي 4' · يحيى 17'، 41' · أوباسي 90' | تقرير |        |

| السويد | 0–1   | المكسيك  |
| ------ | ----- | -------- |
|        | تقرير | جيمس 86' |

### ترتيب فرق المركز الثالث
تحدد أفضل أربعة فرق من بين الفرق التي احتلت المرتبة الثالثة في كل مجموعة على النحو التالي:
1. النقاط التي حصل عليها في جميع مباريات المجموعة؛
2. فارق الأهداف في جميع مباريات المجموعة؛
3. عدد الأهداف المسجلة في جميع مباريات المجموعة؛
4. سحب القرعة من قبل لجنة الاتحاد الدولي لكرة القدم المنظمة.

| م | مج      | الفريق     | لعب | ف | ت | خ | أ.له | أ.ع | أ.ف | نقاط | التأهل                       |
| - | ------- | ---------- | --- | - | - | - | ---- | --- | --- | ---- | ---------------------------- |
| 1 | السادسة | السويد     | 3   | 1 | 1 | 1 | 7    | 5   | +2  | 4    | يتقدم إلى مرحلة خروج المغلوب |
| 2 | الثانية | ساحل العاج | 3   | 1 | 1 | 1 | 4    | 2   | +2  | 4    | يتقدم إلى مرحلة خروج المغلوب |
| 3 | الأولى  | سلوفاكيا   | 3   | 1 | 1 | 1 | 5    | 8   | −3  | 4    | يتقدم إلى مرحلة خروج المغلوب |
| 4 | الرابعة | روسيا      | 3   | 1 | 0 | 2 | 4    | 2   | +2  | 3    | يتقدم إلى مرحلة خروج المغلوب |
| 5 | الثالثة | كرواتيا    | 3   | 1 | 0 | 2 | 3    | 5   | −2  | 3    |                              |
| 6 | الخامسة | كندا       | 3   | 0 | 2 | 1 | 3    | 6   | −3  | 2    |                              |

## مرحلة خروج المغلوب
في مرحلة خروج المغلوب، إذا كانت المباراة متساوية في نهاية وقت اللعب العادي، فلن يلعب وقت إضافي، وسيتم تحديد المباراة من خلال ركلات الترجيح.

### المسار
|  | الستة عشر              | الستة عشر          |                    |   | ربع النهائي          | ربع النهائي          |                    |                    | نصف النهائي | نصف النهائي |  |  | النهائي | النهائي |
|  |                        |                    |                    |   |                      |                      |                    |                    |             |             |  |  |         |         |
|  | 28 أكتوبر — الشارقة    |                    |                    |   |                      |                      |                    |                    |             |             |  |  |         |         |
|  |                        |                    |                    |   |                      |                      |                    |                    |             |             |  |  |         |         |
|  | هندوراس                | 1                  |                    |   |                      |                      |                    |                    |             |             |  |  |         |         |
|  | هندوراس                | 1                  | 1 نوفمبر — العين   |   |                      |                      |                    |                    |             |             |  |  |         |         |
|  | أوزبكستان              | 0                  |                    |   |                      |                      |                    |                    |             |             |  |  |         |         |
|  | أوزبكستان              | 0                  | هندوراس            | 1 |                      |                      |                    |                    |             |             |  |  |         |         |
|  | 28 أكتوبر — الشارقة    |                    | هندوراس            | 1 |                      |                      |                    |                    |             |             |  |  |         |         |
|  |                        | السويد             | 2                  |   |                      |                      |                    |                    |             |             |  |  |         |         |
|  | اليابان                | السويد             | 2                  | 1 |                      |                      |                    |                    |             |             |  |  |         |         |
|  | اليابان                |                    | 5 نوفمبر — دبي     | 1 |                      |                      |                    |                    |             |             |  |  |         |         |
|  | السويد                 | 2                  |                    |   |                      |                      |                    |                    |             |             |  |  |         |         |
|  | السويد                 | 2                  | السويد             | 0 |                      |                      |                    |                    |             |             |  |  |         |         |
|  | 29 أكتوبر — رأس الخيمة |                    | السويد             | 0 |                      |                      |                    |                    |             |             |  |  |         |         |
|  |                        | نيجيريا            | 3                  |   |                      |                      |                    |                    |             |             |  |  |         |         |
|  | الأوروغواي             | نيجيريا            | 3                  | 4 |                      |                      |                    |                    |             |             |  |  |         |         |
|  | الأوروغواي             | 2 نوفمبر — الشارقة |                    | 4 |                      |                      |                    |                    |             |             |  |  |         |         |
|  | سلوفاكيا               | 2                  |                    |   |                      |                      |                    |                    |             |             |  |  |         |         |
|  | سلوفاكيا               | 2                  | الأوروغواي         | 0 |                      |                      |                    |                    |             |             |  |  |         |         |
|  | 29 أكتوبر — العين      |                    | الأوروغواي         | 0 |                      |                      |                    |                    |             |             |  |  |         |         |
|  |                        | نيجيريا            | 2                  |   |                      |                      |                    |                    |             |             |  |  |         |         |
|  | نيجيريا                | نيجيريا            | 2                  | 4 |                      |                      |                    |                    |             |             |  |  |         |         |
|  | نيجيريا                |                    | 8 نوفمبر — أبو ظبي | 4 |                      |                      |                    |                    |             |             |  |  |         |         |
|  | إيران                  | 1                  |                    |   |                      |                      |                    |                    |             |             |  |  |         |         |
|  | إيران                  | 1                  | نيجيريا            | 3 |                      |                      |                    |                    |             |             |  |  |         |         |
|  | 29 أكتوبر — دبي        |                    | نيجيريا            | 3 |                      |                      |                    |                    |             |             |  |  |         |         |
|  |                        | المكسيك            | 0                  |   |                      |                      |                    |                    |             |             |  |  |         |         |
|  | الأرجنتين              | المكسيك            | 0                  | 3 |                      |                      |                    |                    |             |             |  |  |         |         |
|  | الأرجنتين              | 2 نوفمبر — الشارقة |                    | 3 |                      |                      |                    |                    |             |             |  |  |         |         |
|  | تونس                   | 1                  |                    |   |                      |                      |                    |                    |             |             |  |  |         |         |
|  | تونس                   | 1                  | الأرجنتين          | 2 |                      |                      |                    |                    |             |             |  |  |         |         |
|  | 29 أكتوبر — الفجيرة    |                    | الأرجنتين          | 2 |                      |                      |                    |                    |             |             |  |  |         |         |
|  |                        | ساحل العاج         | 1                  |   |                      |                      |                    |                    |             |             |  |  |         |         |
|  | المغرب                 | ساحل العاج         | 1                  | 1 |                      |                      |                    |                    |             |             |  |  |         |         |
|  | المغرب                 |                    | 5 نوفمبر — أبو ظبي | 1 |                      |                      |                    |                    |             |             |  |  |         |         |
|  | ساحل العاج             | 2                  |                    |   |                      |                      |                    |                    |             |             |  |  |         |         |
|  | ساحل العاج             | 2                  | الأرجنتين          | 0 |                      |                      |                    |                    |             |             |  |  |         |         |
|  | 28 أكتوبر — أبو ظبي    |                    | الأرجنتين          | 0 |                      |                      |                    |                    |             |             |  |  |         |         |
|  |                        | المكسيك            | 3                  |   | مباراة المركز الثالث | مباراة المركز الثالث |                    |                    |             |             |  |  |         |         |
|  | البرازيل               | المكسيك            | 3                  | 3 | مباراة المركز الثالث | مباراة المركز الثالث |                    |                    |             |             |  |  |         |         |
|  | البرازيل               | 1 نوفمبر — دبي     | 1 نوفمبر — دبي     | 3 |                      |                      | 8 نوفمبر — أبو ظبي | 8 نوفمبر — أبو ظبي |             |             |  |  |         |         |
|  | روسيا                  | 1 نوفمبر — دبي     | 1 نوفمبر — دبي     | 1 |                      |                      | 8 نوفمبر — أبو ظبي | 8 نوفمبر — أبو ظبي |             |             |  |  |         |         |
|  | روسيا                  | البرازيل           | 1 (10)             | 1 | السويد               | 4                    |                    |                    |             |             |  |  |         |         |
|  | 28 أكتوبر — أبو ظبي    | البرازيل           | 1 (10)             |   | السويد               | 4                    |                    |                    |             |             |  |  |         |         |
|  |                        | المكسيك (ج.)       | 1 (11)             |   | الأرجنتين            | 1                    |                    |                    |             |             |  |  |         |         |
|  | إيطاليا                | المكسيك (ج.)       | 1 (11)             | 0 | الأرجنتين            | 1                    |                    |                    |             |             |  |  |         |         |
|  | إيطاليا                |                    |                    | 0 |                      |                      |                    |                    |             |             |  |  |         |         |
|  | المكسيك                | 2                  |                    |   |                      |                      |                    |                    |             |             |  |  |         |         |
|  | المكسيك                | 2                  |                    |   |                      |                      |                    |                    |             |             |  |  |         |         |

### دور الستة عشر
| إيطاليا | 0–2   | المكسيك                 |
| ------- | ----- | ----------------------- |
|         | تقرير | دياز 26' · أوتشوا 90+3' |

| اليابان              | 1–2   | السويد                 |
| -------------------- | ----- | ---------------------- |
| فاهلكفيست 56' (ه.ذ.) | تقرير | بريشا 11' · إنغفال 36' |

| البرازيل                           | 3–1   | روسيا           |
| ---------------------------------- | ----- | --------------- |
| موسكويتو 72' · بوتشيليا 80'، 90+3' | تقرير | أ. ماركوف 90+1' |

| هندوراس  | 1–0   | أوزبكستان |
| -------- | ----- | --------- |
| بودن 74' | تقرير |           |

| الأوروغواي                                        | 4–2   | سلوفاكيا                  |
| ------------------------------------------------- | ----- | ------------------------- |
| أوتورمين 5'، 58' · منديز 34' (ركلة.) · أكوستا 42' | تقرير | فيستنيكي 63' · سيبلاك 85' |

| المغرب       | 1–2   | ساحل العاج                   |
| ------------ | ----- | ---------------------------- |
| بن مرزوق 60' | تقرير | كيسي 4' (ركلة.) · أهيسان 75' |

| الأرجنتين                             | 3–1   | تونس        |
| ------------------------------------- | ----- | ----------- |
| فيرايرا 2' · إيبانيز 53' · دريوسي 73' | تقرير | حاج حسن 43' |

| نيجيريا                                         | 4–1   | إيران       |
| ----------------------------------------------- | ----- | ----------- |
| أوكون 23' · إيهيناتشو 25' · محمد 42' · يحيى 76' | تقرير | جولزاده 84' |

### ربع النهائي
| هندوراس      | 1–2   | السويد                |
| ------------ | ----- | --------------------- |
| فيلاسكيز 37' | تقرير | راكيب 68' · بريشا 74' |

| البرازيل | 1–1   | المكسيك                                                                                           |
| --- | ----- | ------------------------------------------------------------------------------------------------- |
| ناثان 85' | تقرير | أوتشوا 80'                                                                                        |
| ركلات الترجيح |       |                                                                                                   |
| موسكويتو · ناثان · لوكاو · دانيلو · غابرييل · بيريرا · تياغو مايا · خواندرسون · بورمان · ماركوس · أورو ألفارو · موسكويتو | 10–11 | دياز · أوتشوا · ريفاس · أغيري · وبياس · غرانادوس · توفار · روبليس · جوفيا · تيران · جودينو · دياز |

| الأرجنتين               | 2–1   | ساحل العاج       |
| ----------------------- | ----- | ---------------- |
| إيبانيز 6' · موريرا 33' | تقرير | كيسي 78' (ركلة.) |

| الأوروغواي | 0–2   | نيجيريا         |
| ---------- | ----- | --------------- |
|            | تقرير | أيونيي 18'، 79' |

### نصف النهائي
| الأرجنتين | 0–3   | المكسيك                       |
| --------- | ----- | ----------------------------- |
|           | تقرير | أوتشوا 5'، 21' · غرانادوس 86' |

| السويد | 0–3   | نيجيريا                           |
| ------ | ----- | --------------------------------- |
|        | تقرير | أيونيي 21' · أوكون 80' · ايزه 81' |

### مباراة المركز الثالث
| السويد                              | 4–1   | الأرجنتين       |
| ----------------------------------- | ----- | --------------- |
| بريشا 7'، 24'، 57' · ستراندبيرغ 20' | تقرير | كومبانيوتشي 44' |

### النهائي
| نيجيريا                                         | 3–0   | المكسيك |
| ----------------------------------------------- | ----- | ------- |
| إريك أغيري 9' (ه.ذ.) · إيهيناتشو 56' · محمد 81' | تقرير |         |

## الجوائز
| الكرة الذهبية            | الكرة الفضية              | الكرة البرونزية           |
| ------------------------ | ------------------------- | ------------------------- |
| كيليتشي إيهيناتشو        | ناثان                     | إيفان فرناندو أوتشوا      |
| الحذاء الذهبي            | الحذاء الفضي              | الحذاء البرونزي           |
| فالمير بريشا             | كيليتشي إيهيناتشو         | بوتشيليا                  |
| 7 أهداف (0 تمريرة حاسمة) | 6 أهداف (7 تمريرات حاسمة) | 6 أهداف (3 تمريرات حاسمة) |
| القفاز الذهبي            |                           |                           |
| ديلي ألامباسو            |                           |                           |
| جائزة الللعب النظيف      |                           |                           |
| نيجيريا                  |                           |                           |

## الترتيب النهائي
| م  | الفريق                       | لعب | ف | ت | خ | أ.له | أ.ع | أ.ف | نقاط | النتيجة النهائية                 |
| -- | ---------------------------- | --- | - | - | - | ---- | --- | --- | ---- | -------------------------------- |
| 1  | نيجيريا                      | 7   | 6 | 1 | 0 | 26   | 5   | +21 | 19   | البطل                            |
| 2  | المكسيك                      | 7   | 4 | 1 | 2 | 11   | 11  | 0   | 13   | الوصيف                           |
| 3  | السويد                       | 7   | 4 | 1 | 2 | 15   | 11  | +4  | 13   | المركز الثالث                    |
| 4  | الأرجنتين                    | 7   | 4 | 1 | 2 | 13   | 12  | +1  | 13   | المركز الرابع                    |
|    |                              |     |   |   |   |      |     |     |      |                                  |
| 5  | البرازيل                     | 5   | 4 | 1 | 0 | 19   | 4   | +15 | 13   | ودعوا البطولة في ربع النهائي     |
| 6  | الأوروغواي                   | 5   | 3 | 1 | 1 | 14   | 6   | +8  | 10   | ودعوا البطولة في ربع النهائي     |
| 7  | ساحل العاج                   | 5   | 2 | 1 | 2 | 7    | 5   | +2  | 7    | ودعوا البطولة في ربع النهائي     |
| 8  | هندوراس                      | 5   | 2 | 1 | 2 | 6    | 8   | −2  | 7    | ودعوا البطولة في ربع النهائي     |
|    |                              |     |   |   |   |      |     |     |      |                                  |
| 9  | اليابان                      | 4   | 3 | 0 | 1 | 7    | 4   | +3  | 9    | ودعوا البطولة في دور الـ16       |
| 10 | المغرب                       | 4   | 2 | 1 | 1 | 8    | 5   | +3  | 7    | ودعوا البطولة في دور الـ16       |
| 11 | أوزبكستان                    | 4   | 2 | 1 | 1 | 4    | 2   | +2  | 7    | ودعوا البطولة في دور الـ16       |
| 12 | تونس                         | 4   | 2 | 0 | 2 | 5    | 6   | −1  | 6    | ودعوا البطولة في دور الـ16       |
| 13 | إيطاليا                      | 4   | 2 | 0 | 2 | 3    | 4   | −1  | 6    | ودعوا البطولة في دور الـ16       |
| 14 | إيران                        | 4   | 1 | 2 | 1 | 4    | 6   | −2  | 5    | ودعوا البطولة في دور الـ16       |
| 15 | سلوفاكيا                     | 4   | 1 | 1 | 2 | 7    | 12  | −5  | 4    | ودعوا البطولة في دور الـ16       |
| 16 | روسيا                        | 4   | 1 | 0 | 3 | 5    | 5   | 0   | 3    | ودعوا البطولة في دور الـ16       |
|    |                              |     |   |   |   |      |     |     |      |                                  |
| 17 | كرواتيا                      | 3   | 1 | 0 | 2 | 3    | 5   | −2  | 3    | ودعوا البطولة في مرحلة المجموعات |
| 18 | كندا                         | 3   | 0 | 2 | 1 | 3    | 6   | −3  | 2    | ودعوا البطولة في مرحلة المجموعات |
| 19 | النمسا                       | 3   | 0 | 1 | 2 | 4    | 6   | −2  | 1    | ودعوا البطولة في مرحلة المجموعات |
| 20 | بنما                         | 3   | 0 | 0 | 3 | 2    | 7   | −5  | 0    | ودعوا البطولة في مرحلة المجموعات |
| 21 | فنزويلا                      | 3   | 0 | 0 | 3 | 2    | 9   | −7  | 0    | ودعوا البطولة في مرحلة المجموعات |
| 22 | الإمارات العربية المتحدة (H) | 3   | 0 | 0 | 3 | 2    | 10  | −8  | 0    | ودعوا البطولة في مرحلة المجموعات |
| 23 | العراق                       | 3   | 0 | 0 | 3 | 2    | 12  | −10 | 0    | ودعوا البطولة في مرحلة المجموعات |
| 24 | نيوزيلندا                    | 3   | 0 | 0 | 3 | 0    | 11  | −11 | 0    | ودعوا البطولة في مرحلة المجموعات |

## الهدافون
أفضل الهدافين بعد نهاية البطولة هذا العام.
7 أهداف
- فالمير بريشا

6 أهداف
- غابرييل بوتشيليا
- كيليتشي إيهيناتشو

5 أهداف
- ناثان
- توماس فيستنيكي

4 أهداف
- خواكين إيبانيز
- موسكويتو
- إيفان فرناندو أوتشوا
- تايوو أيونيي
- موسى يحيى
- فرانكو أكوستا
- لياندرو أوتورمين

3 أهداف
- ريوما واتانابي
- كريم أشهبار
- يونس بن مرزوق
- موسى محمد
- كوستاف إنغفال

هدفان
- سيباستيان دريوسي
- خيرمان فيرايرا
- ماتياس سانشيز
- نيكولا زيفوتيك
- كايو دا سيلفا
- جوردن هاميلتون
- خورخي بودن
- بريان فيلاسكيز
- لوكا فيدو
- موسى بقيقو
- فرانك كيسي
- دياز
- أوليسس جيمس
- إسحاق سوكسيس
- تشيديبيري نواكالي
- صموئيل أوكون
- ألكسندر ماركوف
- راميل شيداييف
- كيفن منديز

هدف واحد
- لوسيو كومبانيوتشي
- رودريجو ميغيل موريرا
- ليوناردو سواريز
- ساتشا هورفاث
- توبياس بيليجريني
- غابرييل باربوسا
- خواندرسون دي جيسوس اسيس
- إلياس روبوس
- ألين خليلوفيتش
- روبرت موريتش
- أنتي روجولجي
- جيفري فلوريس
- فريدي مدينا
- علي جولزاده
- مصطفى هاشمي
- أمير حسين كريمي
- يوسف سيدي
- محمد سلام
- شيركو كريم
- فيتوريو باريجيني
- جونيور أهيسان
- أبو بكر كيتا
- ياكو ميتي
- دايسوكي ساكاي
- تارو سوغيموتو
- كوسيه يوريو
- نبيل جعدي
- حمزة ساخي
- خوسيه ألمنزا
- ماركو غرانادوس
- أوليسس ريفاس
- شيديرة ايزه
- تشيجوزي أوباسي
- ويرنر والد
- إرفين زوريلا
- ألكساندر غولوفين
- دينيس فافرو
- ميشال سيبلاك
- ميرزا هالفادجيتش
- إردال راكيب
- أنطون سالتروس
- كارلوس ستراندبيرغ
- علي سلجيك
- فراس بالعربي
- محمد دراغر
- ماهر قابسي
- حازم حاج حسن
- شهب جبلي
- العامري زايد
- خالد خلفان
- مارسيو بينيتيز
- جويل بريغونيس
- فاكوندو أوسبيتاليتشي
- فرانكو بيزيتشيلو
- شاه جهان عباسوف
- رستم أشورماتوف
- جمشيد بولتابوييف
- خوسيه كارابالو
- خوسيه ماركيز

هدف ذاتي
- دويه كاليتا-كار (ضد أوزبكستان)
- إريك أغيري (ضد نيجيريا)
- لينوس فاهلكفيست (ضد اليابان)

## وصلات خارجية
- كأس العالم تحت 17 سنة على FIFA.com نسخة محفوظة 21 يوليو 2013 على موقع واي باك مشين.